# Bibionellus barrettoi
Bibionellus barrettoi är en tvåvingeart som beskrevs av Lane och Oswaldo Paulo Forattini 1948. Bibionellus barrettoi ingår i släktet Bibionellus och familjen hårmyggor. Inga underarter finns listade i Catalogue of Life.